# Domedagsprofeterna
Domedagsprofeterna är en opera komponerad av Wilhelm Peterson-Berger, till hans eget libretto, komponerad under perioden 1912–1917. Uruppförandet skedde på Kungliga Operan i Stockholm den 21 februari 1919.

## Bakgrund
Operan är baserad på en sann händelse, som Peterson-Berger fann beskriven i tidskriften Den svenska Mercurius (1759). Operan framställer flera historiska personer, som Johan Bure, Bengt Skytte och Drottning Kristina. Händelsen utspelar sig i Uppsala precis före slutet av det Trettioåriga kriget, då Sverige fortfarande var en dominerande maktfaktor i norra Europa. Kriget hade ökat människors oro för jordens undergång och två akademier hade börjat kalkylera med när domedagen skulle komma. Kompositionen och librettot var klara under kriget. Uruppförandet 1919 dirigerades av Armas Järnefelt. 

## Roller
- Kapten Lennart Sporre
- Elin, dotter till Klas Mugg
- Lars Bryngelsson, student, förälskad i Elin
- Klas Mugg, Elins far
- Östen, bror till Lars
- Johan Bure, professor
- Simon Wolimhaus, apotekare
- Rector Magnificus vid Uppsala universitet
- Drottning Kristina
- Bengt Skytte, landshövding i Uppsala
- Fru Kerstin
- Görvel Mårdh, kapten Sporres fästmö
- Johan Papegoja
- Brita, Elins moster
- Emerentia, dotter till Brita
- Måns Korck, adlig student
- Johan Stjernadler, adlig student
- Göran Sperling, adlig student
- Arvid Ribbing, adlig student
- Professorer och studenter

## Berättelsen
- Akt 1

Muggens värdshus i Uppsala den 27 maj 1647. Efter en vadslagning mellan Johan Bure och drottning Kristinas apotekare Simon Wolimhaus, om när jorden skulle gå under, höll värdshusvärden Klas Mugg och hans dotter Elin, på att förlora sitt hem. Elin är förälskad i den fattige studenten Lars, som är utsatt för drift av de adliga studenterna. Lars moster försöker att få sin egen dotter förbunden med Lars. Lars blir arresterad för att ha hotat sina äldre studenter med Johan Papegojas pistol och blir ställd inför en särskild prövning i en universitetstribunal, som kunde sluta med att han skulle bli relegerad från universitetet
- Akt 2

Utanför Uppsala domkyrka.
Då Lars är rädd för sina framtidsutsikter och sin relation med Elin, övertalar kapten Lennart Sporre Klas Mugg att låta Lars gifta sig med Elin. In utbyte för det ursprungliga vadet och risken för Klas Mugg att förlora sitt värdshus och hem lovar han att tända eld på apotekare Wolimhaus hundgård under påstående att det är en blixt som tänt elden. Diskussionen om jordens undergång är meningslös under sådana här premisser menar Sporre då han talar för Lars inför universitetsstyrelsen. Tribunalen struntar i invändningen och fortsätter den rättsliga prövningen mot Lars. När så elden verkligen utbryter lyckas Lars fly under det tumult som uppstår.
- Akt 3

På Slottsbacken. Lars har nu blivit desperat, och funderar över om han ska ansluta sig till armén eller emigrera. Sporre och de adliga studenterna sjunger en serenad till Görvel och stadens musikensemble spelar för att välkomna drottningen. Sporre förklarar att vadet inte längre gäller då värdet på ägorna som ingick hade förändrats på grund av branden (som han hade planerat). När musiken klingat ut tror Wolimhaus att domedagen hade kommit, men det är ljudet från människornas hälsning till drottningen ankomst han hör. Lars ursäktas, och får gifta sig med Elin och Sporre får sin älskade Görvel. De två profeterna lämnas i sina bryderier över vad som hade hänt.